# Justice Wamfor
Justice Wamfor est un joueur de football camerounais né à Bafoussam le 5 août 1981.